# Nikołaj de Giers
Nikołaj Karłowicz de Giers, ros. Николай Карлович Гирс (ur. 21 maja 1820 w pobliżu miasta Radziwiłłów, zm. 26 stycznia 1895, Petersburg) – rosyjski dyplomata, w czasach panowania Aleksandra III – minister spraw zagranicznych Rosji w latach 1882–1895. Był jednym z architektów sojuszu francusko-rosyjskiego, który został później przekształcony w Ententę.
Zięć ministra spraw zagranicznych i kanclerza A. Gorczakowa, a także ojciec znanego dyplomaty rosyjskiego M. Giersa.